# ペ・ド・ノンヌ
ペ・ド・ノンヌ(Pet de nonne)は、フランスに起源を持ち、カナダ、アメリカ合衆国、イングランドでも見られるデザートペイストリーである。

## 起源
フランスでは「尼のおなら」を意味する「ペ・ド・ノンヌ（Pet de nonne）」の名前で知られるが、時には品の無い言葉を避けて「尼のため息」を意味する「スーピール・ド・ノンヌ（soupir de nonne）」の名前で呼ばれることもある。
ペ・ド・ノンヌは揚げ物を指すベニエのうち、揚げたときに生地が膨らむベニエ・スフレに分類される。揚げた生地の中にフルーツを混ぜたクリームを詰め、粉砂糖やフルーツソースで飾り付けて供される。オーブンの普及以前には、半流動的なシュー生地を加熱する際に、熱湯や熱した油に落とすという方法を取っていた。そのため、ペ・ド・ノンヌは焼いて生地を膨らませるシュー菓子の祖先とも言える。
珍妙な名前の起源については、フランシュ＝コンテのポーム・レ・ダームの修道院でシュー生地を作っている修道女が、調理中に放屁したために誤って生地を油に落としたことがきっかけとなってこの菓子が誕生した逸話が知られている。この逸話の年代は18世紀後半とされているが、年代的には矛盾が生じている。ほか、揚げ菓子を作っている修道女のそばを偉い神父が通りかかり、緊張の余り修道女が放屁した逸話、膨らんだ形に由来して名前が付けられたなど諸説ある。また、発祥地もポーム・レ・ダームのほかにトゥーレーヌのマルムティエ修道院、オート＝サヴォアのシャモニーなどが挙げられている。
似たようなフランスの菓子であるペ・ド・スールは、しばしばこの菓子と混同されるが、実際は全く別のペイストリーである。

## nun’s puffs
英名の“nun's puffs”の由来は不明であると言われている。1856年発行の料理本にレシピが掲載され、オックスフォード大学のHousehold Encyclopediaでは1859年版から収録されている。
このデザートは、バター、牛乳、小麦粉、砂糖、卵から作られ、蜂蜜が加えられることもある。伝統的にはラードで二度揚げ焼きし、その後焼く。最も確立したレシピでは、バター、牛乳、小麦粉を鍋で調理し、その後卵を加え、焼く前に混ぜた材料に砂糖を振りかける。バターとパン生地を足して2で割ったようなものであり、シュー皮に似てクリームも詰められる。
このデザートのレシピは、バージニア州の2冊の料理本にも見られる。